# 2. мајевичка лака пјешадијска бригада
2. мајевичка лака пјешадијска бригада је била пјешадијска јединица Војске Републике Српске, у саставу Источнобосанског корпуса.

## Историја
Настала је у мају 1992. од старјешина и војника 92. моторизоване бригаде ЈНА родом из БиХ, која је послије напада муслиманских снага на колону ЈНА на Брчанској Малти напустила Тузлу 15. маја 1992, и дијелова 22. партизанске бригаде ЈНА из Угљевика. Била је у саставу Источнобосанског корпуса ВРС. Борачки састав углавном је чинило избјегличко становништво предратних општина Тузла, Лукавац, Живинице, Калесија, Зворник, са мањим бројем мобилисаних војних обвезника из општина Лопаре, Угљевик и Бијељина. Формацијски састав бригаде чинили су: команда бригаде, команда стана, три пјешадијска батаљона (касније је у састав ушао још један батаљон), двије батерије топова 13-1, хаубица 105 мм, тенковски вод, лаки артиљеријски вод ПВО 20/3, вод "Прага", извиђачки вод, вод војне полиције, одјељење инжењерије, вод везе, санитетски вод и позадинска чета. Зона одбране бригаде била је у захвату путне комуникације Тузла – Бијељина на превоју Бањ брдо и око релеја Столице. Командно мјесто бригаде било је на граници села Тобут и Прибој. Бригада је имала око 2.000, у једном периоду до 2.600 бораца. Основни борбени задатак бригаде био је одбрана превоја Бањ брдо и падина око релеја Столице, заштита српског становништва и територије по дубини, а у садејству са 1. мајевичком и 1. семберском лаком пјешадијском бригадом. Била је ангажована и на посавском, сарајевско-романијском и западнокрајишком дијелу ратишта.
У току Одбрамбено-отаџбинског рата 1992 – 1995. бригада је имала 404 погинула и 960 рањених бораца. Команданти бригаде били су: потпуковник Миле Дубајић (од формирања до августа 1992), мајор Велизар Благојевић (август 1992 – 10. септембар 1992), потпуковник Перо Деспотовић (10. септембар 1992 – 13. април 1993), пуковник Славко Гужвић (13. април 1993 – фебруар 1994), пуковник Мирослав Банђур (фебруар 1994. до спајања 1. и 2. мајевичке бригаде и формирања 308. бригаде 3. корпуса ВРС, 1995. године). Бригада је одликована Медаљом Петра Мркоњића и Златном значком Источнобосанског корпуса ВРС. Спомен-соба бригаде налази се у бившем задружном дому у селу Прибој (општина Лопаре). На платоу испред дома подигнут је споменик погинулим борцима.